# Juravenator starki
Il giuravenator (Juravenator starki) è un dinosauro carnivoro appartenente ai celurosauri. Visse nel Giurassico superiore (Kimmeridgiano, circa 152 milioni di anni fa) e i suoi resti fossili sono stati ritrovati in Germania.

## Descrizione
Questo dinosauro è noto solo attraverso un singolo esemplare giovanile; in vita, questo esemplare doveva essere lungo circa 75 centimetri. La coda era molto allungata, così come il collo. La testa era leggermente più grande rispetto a quella di altri animali simili (come Compsognathus), così come i denti aguzzi. Vi sono vari tratti diagnostici riconosciuti dagli studi di Göhlich (2006 e 2010): i quattro denti presenti sulla premascella, ad esempio, possedevano una dentellatura nella parte superiore del margine posteriore. Tra la fila di denti della premascella e quelli della mascella non vi era alcuno spazio (diastema); i denti mascellari erano in numero minore (otto). La depressione cranica davanti agli occhi, nota come fenestra antorbitalis, era lunga e si estendeva fino alla fronte dell'animale. La coda possedeva vertebre dotate di espansioni (zigapofisi) a forma di arco.

### Piume e squame
Juravenator venne classificato originariamente come un compsognatide, e quindi come uno stretto parente di Compsognathus (il cui esemplare tipo conservava squame nella zona della coda) ma anche di Sinosauropteryx e Sinocalliopteryx (i cui fossili conservavano invece tracce di una copertura costituita da strutture simili a piume. In ogni caso, un frammento di pelle fossilizzata di Juravenator (nella zona della coda e nella parte bassa della zampa posteriore) mostra chiaramente tracce di tipiche squame da rettile, così come tracce di ciò che sembrerebbero penne semplici. 

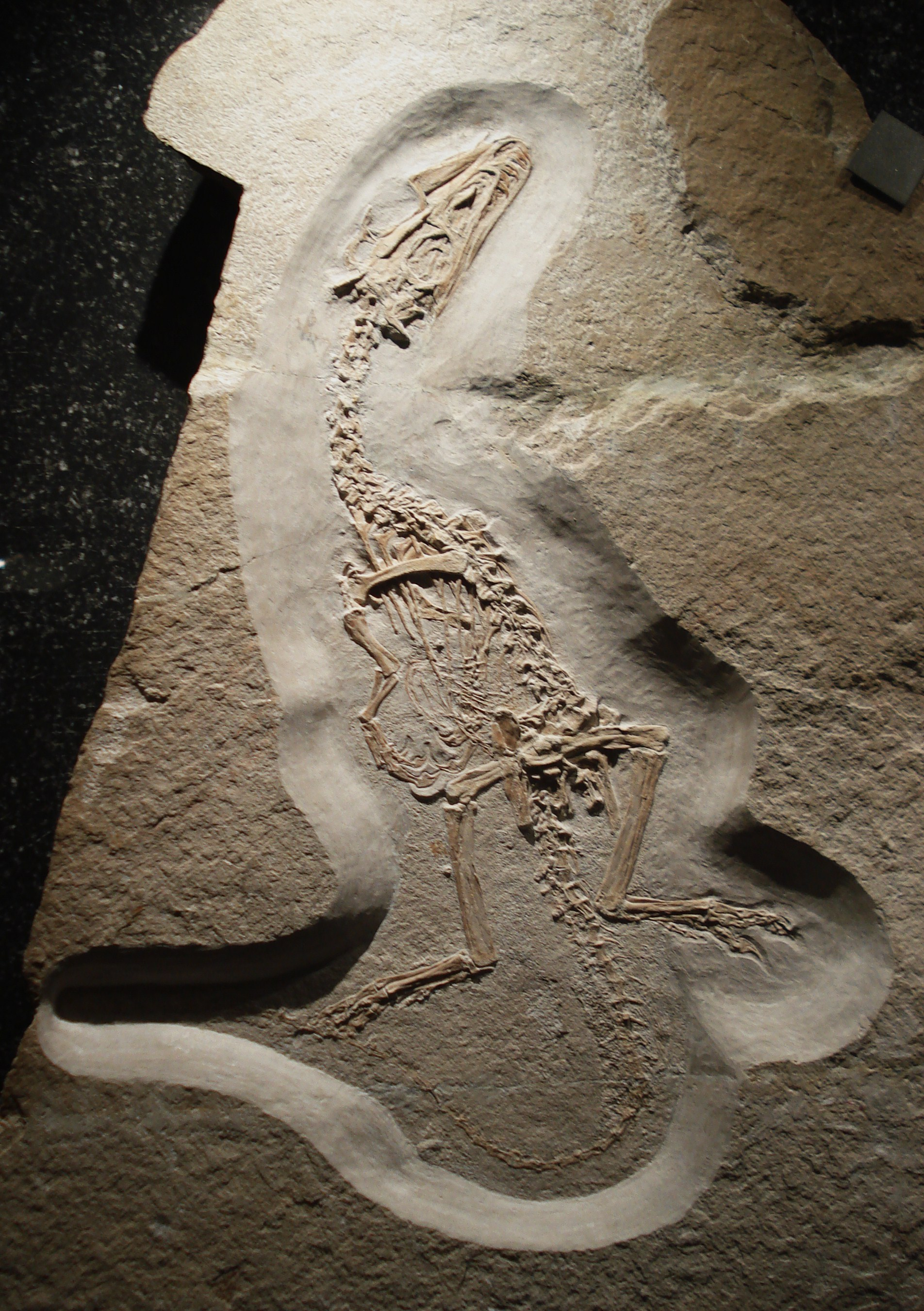
Fossile di Juravenator

Il paleontologo Xu Xing, in un commento al  ritrovamento sulla rivista Nature, inizialmente suggerì che la presenza di scaglie sulla coda di Juravenator poteva significare che il rivestimento di piume dei primi dinosauri piumati era più variabile di quello osservato negli uccelli odierni. Xu ipotizzò inoltre che Juravenator non fosse un compsognatide, poiché la squamatura estesa poteva essere un tratto primitivo (anche se Compsognathus stesso conservava squame sulla coda). Xu considerò più probabile che Juravenator e altri dinosauri piumati primitivi possedessero semplicemente squame in misura maggiore rispetto agli uccelli attuali, che conservano squame solo sulla parte inferiore delle zampe posteriori.
L'interpretazione di Xu fu sostenuta da studi successivi sul fossile di Juravenator. Il primo studio dopo l'iniziale descrizione riguardava infatti la presenza di impronte di strutture filamentose, forse penne primitive, lungo la parte alta della coda e del bacino (Göhlich et al., 2006); uno studio più approfondito (Chiappe e Göhlich, 2010) incluse un esame dell'esemplare sotto la luce ultravioletta, che mise in risalto un maggior numero di strutture simili a filamenti, dall'anatomia identica alle penne primitive di altri compsognatidi come Sinosauropteryx. La ricerca mise in luce anche altre zone squamose, sul muso e nella parte finale della zampa posteriore, e fibre di collagene tra le ossa chevron delle vertebre caudali. Uno studio successivo (Reisdorf e Wuttke, 2012) ha descritto invece i fenomeni tafonomici di Juravenator. 

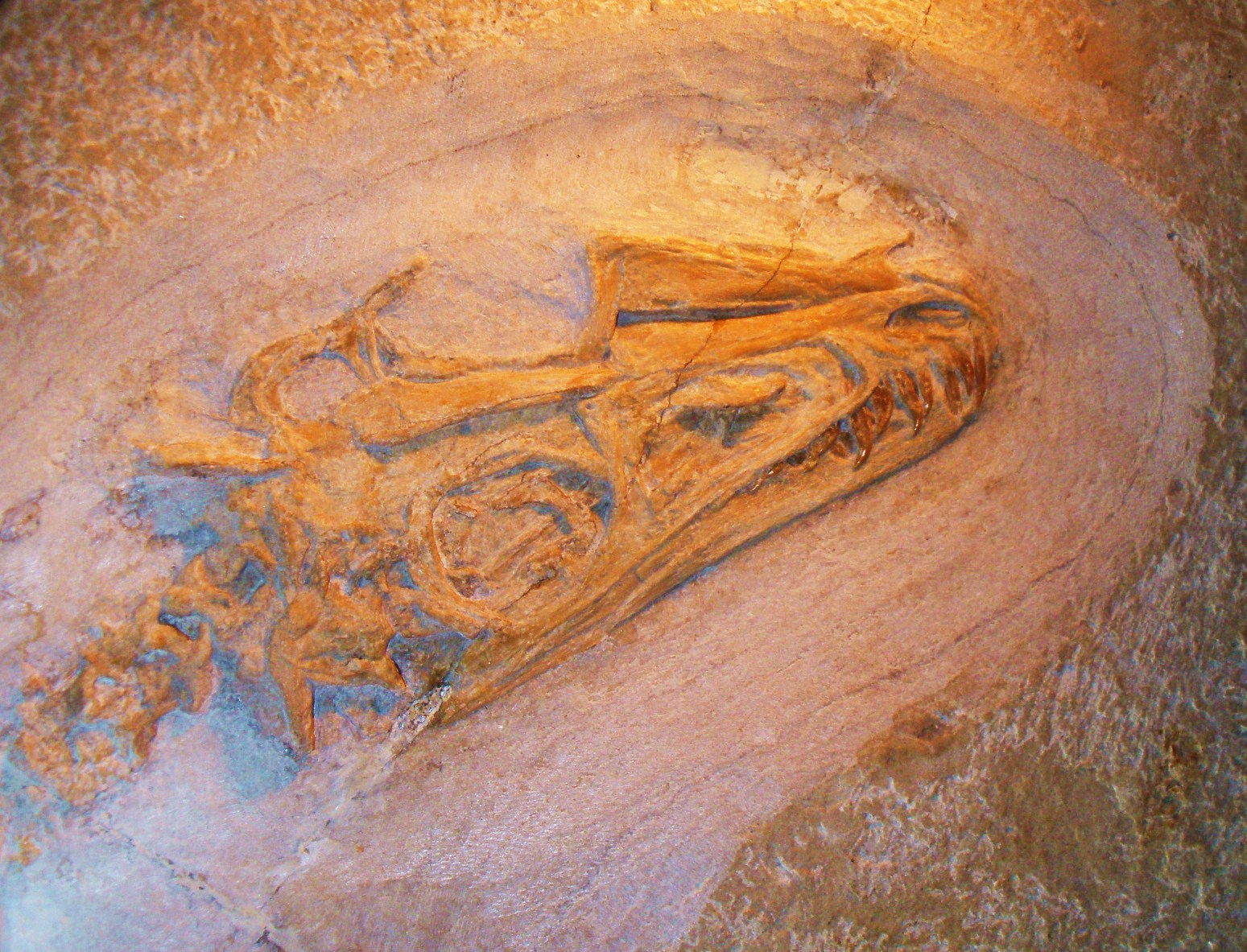
Particolare del cranio di Juravenator

## Scoperta e classificazione
Il fossile di Juravenator venne alla luce nell'estate del 1998, nella cava Schamhaupten nei pressi di Eichstätt. Nel corso della preparazione iniziale emerse dalla roccia solo la testa di questo dinosauro, e soltanto anni dopo, grazie a una nuova preparazione, fu visibile lo scheletro completo di un piccolo dinosauro teropode, spreovvisto solo della punta della coda.
Nel 2006 il dinosauro venne descritto da Ursula Göhlich e Luis Chiappe; il nome generico deriva dalle montagne bavaresi del Giura e dalla parola latina venator ("cacciatore"). L'epiteto specifico è in onore della famiglia Stark, i proprietari della cava in cui è stato ritrovato il fossile.
Juravenator fu inizialmente classificato tra i compsognatidi, una famiglia di piccoli dinosauri carnivori appartenenti ai celurosauri, vissuti tra il Giurassico superiore e il Cretaceo inferiore. Successivi studi (Butler e Upchurch, 2007) indicarono però che si trattava di un dinosauro più primitivo (basale), ma studi posteriori (Chiappe e Göhlich, 2010; Dal Sasso e Maganuco, 2011) mostrarono chiaramente le affinità con Compsognathus e Sinosauropteryx.

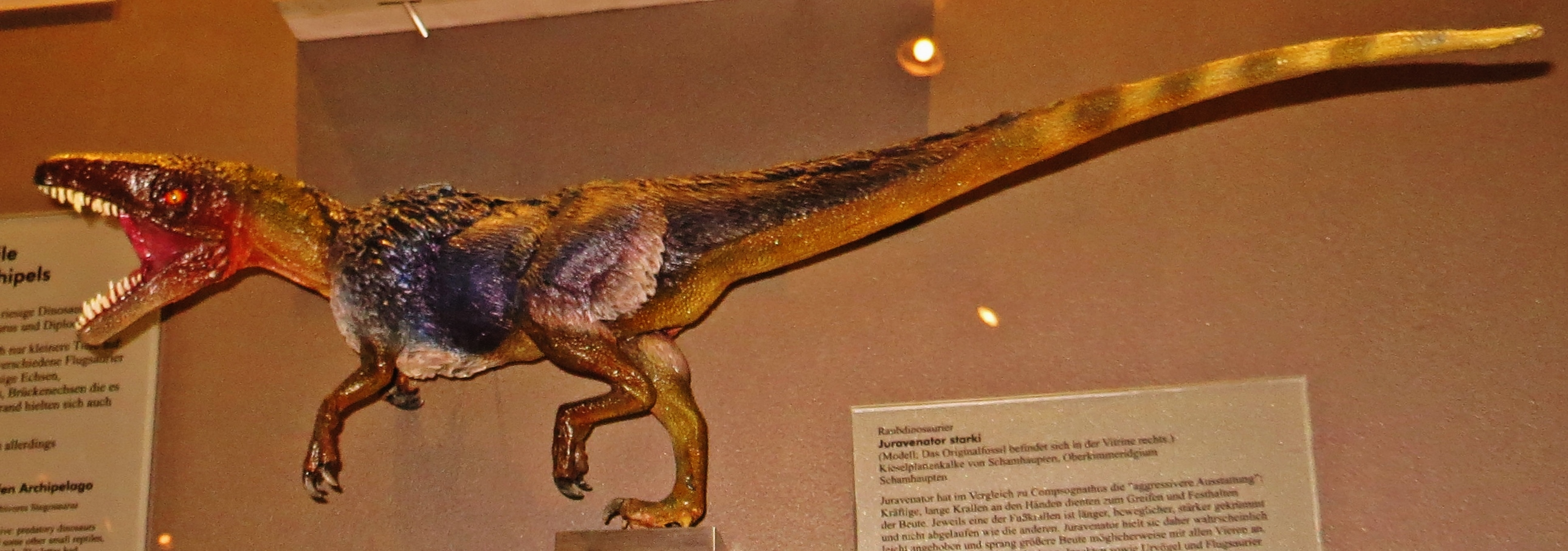
Ricostruzione di Juravenator esposta nel Jura-Museum di Eichstätt

## Paleobiologia
Juravenator doveva essere un piccolo predatore, e probabilmente allo stadio adulto doveva misurare 1,5 - 2 metri di lunghezza. La forma degli anelli sclerotici presenti nelle orbite indicano che Juravenator doveva avere abitudini notturne (Schmitz e Motani, 2011).